# L'Empreinte du renard
L'Empreinte du renard est un roman policier de Moussa Konaté publié chez Fayard en 2006 puis  chez Points en 2007.

## Résumé
L'empreinte du renard est un roman policier caractérisé par deux histoires : l'histoire du crime et histoire de l'enquête. L’univers fictif dans lequel se déroulent les récits est le pays Dogon, situé au centre du Mali. La première histoire est marquée par la mort mystérieuse d'Antandou et Nèmègo ; et la seconde par la reconstruction de l'histoire d'enquête par le commissaire Habib afin de dévoiler l’identité du criminel.

## Contexte
Dans L’empreinte du renard, Moussa Konaté décrit d’une part les crimes dont ont été victimes les autorités maliennes, et de l’autre, l’organisation de la société malienne dans la résolution de ces crimes. Les univers représentés sont sujets à une double juridiction : la juridiction moderne représentée par le commissaire Habib et la juridiction traditionnelle représentée par les gardiens des valeurs traditionnelles.

## Inspiration
L'écriture de L’empreinte du renard constitue pour Moussa Konaté un voyage de découverte des valeurs traditionnelles des Dogons. « À Denis Douyon et Hassane Kansaye, qui m’ont instruit des coutumes et mystères de leur terre natale. Je leur dois notamment l’idée du duel sur la falaise, le choix de l’arme du crime et les noms des personnages dogons ».
Le choix de l'auteur porte sur le peuple Dogon comme cadre référentiel de son œuvre est motivé d’une part de sa volonté de promouvoir les traditions africaines, et de l’autre, de faire ressortir la particularité de ces valeurs chez les dogons. Il s'agit d'un peuple qui a fasciné Marcel Griaule, Michel Leiris ou Jean Rouch, Moussa Konaté, sans le trahir, nous fait toucher du doigt une partie des secrets inviolés de l’Afrique. 
Dans la rédaction de cette œuvre l'auteur s’est investi d’une responsabilité: celle de rendre visible les valeurs secrètes de l’Afrique. « Moussa Konaté sait restituer la magie et le mystère au moyen de longs dialogues stupéfiants d'intelligence. Il donne ainsi la preuve de sa connaissance intime de la plus secrète des traditions et, surtout, de la profondeur de la morale africaine. Son vieux flic Habib est un Africain moderne, un policier rompu à manier la raison au point de trouver la justice au cœur même de l'irrationnel ».

## Réception universitaire
Pour faire le lien entre l’influence scientifique et le genre policier, Régis Messac précise « Au terme de l'enquête, il faut que le mystère soit résolu et qu'il se soumette à la raison. Il est nécessaire que tous les éléments dont l’étrangeté pourrait être angoissante aient en définitive des causes naturelles, qu’ils soient interprétables et interprétés ». Il parle ensuite de « l’érudition et de la rigueur de l’enquête ».  
La réception de l'œuvre par le critique s’explique par son caractère original, mélangeant ainsi le rationnel et l’irrationnel. On assiste donc à une absence des démarches rationnelles et rigoureuses à la place du surnaturel dans la technique d’enquête de Habib. « Moussa Konaté est certainement, en Afrique subsaharienne, l’écrivain contemporain à s’être investi avec le plus d’originalité dans les récits de crime. Avec L'empreinte du renard, il offre une subversion fondamentale d’un genre qui rompt avec toutes les rationalités conventionnelles sur le genre ».  
Adama pour sa part, a qualifié aussi l’écriture dans L’Empreinte du renard d’une l’écriture « subversive, transgressive qui caractérise le polar africain ». 